# 서울번동초등학교
서울번동초등학교(樊洞初等學校)는 대한민국 서울특별시 강북구에 있는 초등학교이다.

## 학교 연혁
- 1991년 3월 25일: 서울번동국민학교 설립 인가
- 1991년 4월 17일: 서울번동국민학교 학구 확정
- 1991년 6월 5일: 서울번동국민학교 개교
- 1996년 3월 1일: 서울번동초등학교로 교명 개칭

## 참고 자료
- 서울번동초등학교 - 한국교육학술정보원 학교알리미